# Damias germana
Damias germana là một loài bướm đêm thuộc phân họ Arctiinae, họ Erebidae.